# Combinada nòrdica als Jocs Olímpics d'hivern de 1998
Als Jocs Olímpics d'Hivern de 1998 celebrats a la ciutat de Nagano (Japó) es disputaren dues proves de combinada nòrdica en categoria masculina. Aquesta fou la primera vegada que la prova de relleus es realitzà amb el format de quatre esquiadors en comptes dels tres utilitzats fins al moment.
La prova individual es realitzà entre els dies 13 (prova de salt amb esquís) i 14 de febrer (prova de 15 quilòmetres d'esquí de fons), i la prova per equips entre els dies 19 i 20 de febrer de 1998 a les instal·lacions esportives de l'estadi de salts Hakuba i de l'Snow Harp. Hi participaren un total de 53 esquiadors de 14 comitès nacionals diferents.

## Resum de medalles
| Prova                    | Or                                                                              | Argent                                                                  | Bronze                                                             |
| Individual Detalls       | Bjarte Engen Vik                                                                | Samppa Lajunen                                                          | Valeri Stolyarov                                                   |
| Relleus 4x10 km. Detalls | NoruegaHalldor Skard · Kenneth Braaten · Bjarte Engen Vik · Fred Børre Lundberg | FinlàndiaSamppa Lajunen · Jari Mantila · Tapio Nurmela · Hannu Manninen | FrançaSylvain Guillaume · Nicolas Bal · Ludovic Roux · Fabrice Guy |

## Medaller
| Posició | País      | Or | Argent | Bronze | Total |
| 1       | Noruega   | 2  | 0      | 0      | 2     |
| 2       | Finlàndia | 0  | 2      | 0      | 2     |
| 3       | França    | 0  | 0      | 1      | 1     |
| 3       | Rússia    | 0  | 0      | 1      | 1     |
|         |           |    |        |        |       |
| Total   | Total     | 2  | 2      | 2      | 6     |